# Laurent Cazenave
Laurent Cazenave (Pau, 25 april 1978) is een Frans autocoureur. In 1997 finishte hij als derde in de B-klasse van de Franse Formule Ford. Vanaf dat moment rijdt hij in de salooncars, met twee jaar in het Franse Super Productie Kampioenschap. Hij finishte hierin in het tweede jaar als derde met twee overwinningen in een Peugeot 306. Sinds toen nam hij regelmatig deel aan het Franse GT-kampioenschap, waarin hij auto's rijdt als een Porsche 996, een Chrysler Viper, en het meest recent, in een Corvette C5 in 2008. In 2001 reed hij in zes ronden van de FIA GT in een Porsche 911 voor het team Haberthur Racing. Het team scoorde slechts drie punten in de N-GT-klasse.
Hij maakte een korte terugkeer in de touringcars in 2008, toen hij de twee ronden op zijn thuiscircuit Pau reed. Hij reed voor het team Wiechers-Sport en finishte als 16e in race 1, maar viel uit in race 2. Hij deed dit opnieuw in 2009, nu met een 14e plaats en een uitvalbeurt, maar hij scoorde wel zes punten voor het independentskampioenschap.